# Anah
Anah o 'Ana o Anat (àrab: عانة, ʿĀna) és una ciutat de l'Iraq, a l'Eufrates, situada 148 km a l'oest de Hit.
Es troba en una estreta franja d'uns 11 km de llarg entre el riu i les muntanyes; té, a l'oest, el territori de la tribu dels Anaza, nòmades del desert sirià, i, a l'est, el territori del Shammar Djarba de la Jazira; a les ribes del riu viuen els sedentaris Dulaym.
Anah fou capital d'un kada o districte del liwà (província) de Dulaym (capital Ramadi) amb les nàhiyes d'al-Kaim, Djubba i Haditha i avui forma part de la governació d'al-Anbar. Els habitants de la ciutat van tenir una rivalitat tradicional amb Rawa, a l'altre costat del riu, que va durar fins al 1921.
Les dones de la ciutat són famoses per la seva bellesa i pels seus vestits; els homes, bons mariners, exerciren fins a la meitat del segle XX el monopoli de l'ofici de portadors d'aigua a Bagdad.
La ciutat moderna és pràcticament un sol carrer a tot el llarg de la franja on es troba, amb cases amb jardins o horts; les illes del riu enfront són fèrtils i una d'elles té les ruïnes d'un castell i algunes restes de l'antiga ciutat esteses també cap a la riba.
L'economia principal avui dia és tèxtil i alguns productes agrícoles inclosos els dàtils; antigament s'hi produïa un bon vi.

## Història
A les tauletes babilònies és esmentada com Hanat o Kanat (vers 2200 aC); amb Tukultininurta II apareix com "a-na-at" (885 aC), i amb Assurnasirpal com An-at (879 aC). Isidor de Carax l'anomena Anatho i Ammià Marcel·lí Anatha, noms que utiluitzen també altres autors grecs i llatins. El nom derivaria de la deessa Anat. Fou la capital de l'estat arameu de Shuhi.
A Anatho fou on l'emperador Julià l'Apòstata va trobar la primera oposició en la seva expedició a Pèrsia el 363. Va passar als àrabs musulmans en data exacta desconeguda; Ziyad i Shureih amb l'avantguarda de l'exèrcit d'Alí ben Abi Tàlib, van intentar creuar aquí l'Eufrates per unir-se al seu cap a Mesopotàmia, però no ho van aconseguir (657)
La prosperitat de la ciutat fou deguda a ser estació de caravanes fins al segle xix. Alguna de les illes al riu i alguns punts elevats a l'oest van tenir fortaleses. Sota domini àrab fou part de la Djazira, prop del límit amb Iraq. Fou refugi pel califa Al-Qa'im (1031-1075) el 1058 quan fugia del governador daylamita d'Iraq. Fou la seu del catholicos dels perses.
A partir del segle xiv fou la seu d'un xeic tribal. El 1610 un viatger italià, Della Valle, va trobar a la ciutat a l'escocès George Strachan, metge que estudiava l'àrab, i encara hi havia alguns habitants que adoraven al sol. L'autoritat del xeic, segons Texeira, anava fins a Palmira a començament del segle xvii, però anys més tard Guillaume-Antoine Olivier va trobar al xeic amb només 25 homes al seu servei. El 1750 l'administració del xeic fou substituïda per la d'un administrador otomà. El 1835 Francis Rawdon Chesney deia que la ciutat tenia 1800 cases, 2 mesquites i 16 fonts i el mateix any W. F. Ainsworth indicava que els àrabs vivien al nord-oest, els cristians al centre i els jueus al sud-est de la ciutat. L'administració otomana regular es va establir el 1850 i va esdevenir capital d'un kada del wilayat de Bagdad. El 1835 l'expedició anglesa del "Tigris" a l'Eufrates va patir un huracà a la zona. El 1918 fou ocupada pels britànics i inclosa en el regne d'Iraq el 1921. Fou part de la liwa de Dulaym, que el 1962 va canviar el nom a Ramadi i el 1976 a al-Anbar.